# سیارک ۱۰۰۳

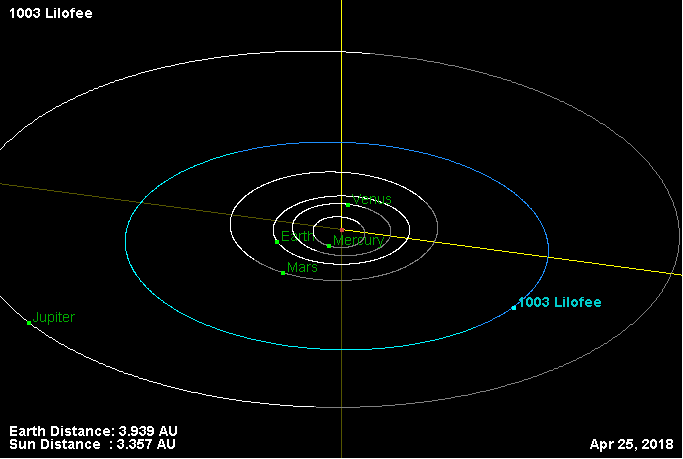
نمایی از محل قرارگیری سیارک ۱۰۰۳ در مدار – ۲۰۱۸

سیارک ۱۰۰۳ (به انگلیسی: 1003 Lilofee، نامگذاری:1923OK) هزار و سومین سیارک کشف شده‌است که در ۱۳ سپتامبر ۱۹۲۳ و در هایدلبرگ کشف شد.
قدر مطلق سیارک برابر ۱۰٫۲۰ است.